# Avenida João Pinheiro
A Avenida João Pinheiro é uma das principais vias do centro de Belo Horizonte.
Ela inicia na Praça Afonso Arinos e termina na Praça da Liberdade. O conjunto urbano constituído pela avenida João Pinheiro e pela Praça da Liberdade integra a lista de bens protegidos em Belo Horizonte.